# Les Nuits du Jazz
Les Nuits du Jazz (ou Festival des nuits du jazz depuis 2000) est un Festival annuel qui se déroule autour de l'orchestre Côte Ouest Big Band à la cité des congrès de Nantes.

## Historique
L'idée de cet évènement est née d'une soirée organisée à la grande halle de la cité des congrès de Nantes en 1997, à l'occasion des quinze ans de l'orchestre de jazz Côte Ouest Big Band dirigé par le saxophoniste, clarinettiste et chef d'orchestre Jean-Philippe Vidal, avec la participation de Sacha Distel et de la chanteuse Veronika Rodriguez. Le succès de cette soirée a donné l'envie d'un rendez-vous du même type chaque année, grâce aux entreprises régionales qui ont vu dans ce projet l'opportunité d'inviter leurs clients et prospects à un spectacle de jazz[réf. souhaitée].
En 2000, Jean-Philippe Vidal et quelques chefs d'entreprises régionales créent « La nuit du jazz des entreprises », une soirée privée entièrement financée par ses sponsors. À partir de 2005 est programmée une deuxième soirée, « La nuit du jazz grand public », ouverte cette fois au public. Les Nuits du Jazz se déroulent sur deux ou trois soirées consécutives entre la mi-octobre et la mi-novembre[réf. souhaitée].
Depuis 2012 le théâtre de verre (théâtre municipal de Châteaubriant) programme en avant-première un concert du Côte Ouest Big Band et ses invités. 

## Programmation
L'organisation de l'évènement est assurée par la société de production « Côte Ouest Productions » (dirigée par Jean-Philippe Vidal) et l'association « Jazz Club Entreprises ». La programmation privilégie un répertoire essentiellement chanté et accessible à tous publics, autour du Côte Ouest Big Band. Philippe Adler en assure la présentation jusqu'en 2014[réf. souhaitée].

## Déroulement
La soirée privée réservée aux invités des entreprises se compose d'un concert en deux parties autour d'un dîner de gala. Elle se poursuit dans une salle attenante transformée pour l'occasion en club de jazz, « l'Open Jazz Club ». La Chambre de commerce et d'industrie de Nantes et de Saint-Nazaire décerne à cette occasion « les trophées du partenariat culturel » qui distinguent des entreprises de la Loire-Atlantique pour leur action culturelle[réf. souhaitée].
La soirée ouverte au public ne comprend pas de repas ; les bénéfices éventuels sont versés à une association caritative locale.